# Lit Verlag

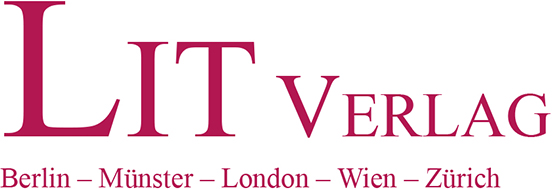

Der Lit Verlag (Eigenschreibweise LIT Verlag) ist ein deutscher Fachverlag in Münster, der 1980 von Wilhelm Hopf gegründet wurde. Er verlegt hauptsächlich sozial- und geisteswissenschaftliche Literatur. Der Hauptsitz des Verlags ist Münster, weitere Verlagsbüros befinden sich in Berlin, Wien und Zürich. Der inhabergeführte Wissenschaftsverlag bringt jährlich rund 800 Neuerscheinungen heraus.

## Verlagsprogramm
Das Verlagsprogramm deckt die Themen Theologie, Sozial- und Geisteswissenschaften sowie Wirtschafts- und Politikwissenschaften ab. Die Schwerpunkte spiegeln sich in seinen Fachkatalogen wider. Sie erscheinen zu den Themen Geschichte, Theologie, Politikwissenschaft, Soziologie, Pädagogik, African Studies, Kulturwissenschaft, Rechtswissenschaft, Philosophie, Sprachen und Literaturen, Ethnologie/Anthropologie, Kommunikationswissenschaft, Academic Books, Asien–Pazifik, Wirtschaftswissenschaften und Geographie.
Zu den bekanntesten Autoren des Verlags gehören unter anderem Norbert Elias (Sport im Zivilisationsprozeß u. a.), Hans-Georg Gadamer (Die Lektion des Jahrhunderts), Ernst-Wolfgang Böckenförde (Kirche und christlicher Glaube in den Herausforderungen der Zeit), Hans Albert (In Kontroversen verstrickt, Kritik des theologischen Denkens), Hermann Lübbe (Politischer Moralismus. Der Triumph der Gesinnung über die Urteilskraft), Yehuda Bauer (Wir Juden – Ein widerspenstiges Volk, Der islamische Antisemitismus u. a.), Walter Laqueur (Die letzten Tage von Europa), Talcott Parsons (Actor, Situation and Normative Pattern u. a.), Roland Girtler (10 Gebote der Feldforschung u. a.), Franz-Xaver Kaufmann (Sicherheit als soziologisches und sozialpolitisches Problem).
Geprägt wird das Programm des Lit-Verlags u. a. durch das Segment der Friedens- und Konfliktforschung. Der Verlag gibt seit den 1980er Jahren das von Egon Bahr gegründete Friedensgutachten der deutschen Friedensforschungsinstitute (BICC/HSFK/IFSH/INEF) heraus. Flankiert wird die Friedens- und Konfliktforschung durch das Programm der Migrationsforschung/kritischen Migrationsforschung, so die Schriftenreihe Studien zu Migration und Minderheiten, die Dietrich Thränhardt in den Neunzigerjahren mit dem Lit-Verlag gründete.
Des Weiteren sieht sich der Verlag führend auf dem Gebiet der Humangeographie. So ediert er die auf ihrem jeweiligen Gebiet deutschlandweit exponierten Schriftenreihen Forum Politische Geographie, Wirtschaftsgeographie, Historische Geographie / Historical Geography sowie Praxis Neue Kulturgeographie. Neben Publikationen, die die klassische Facheinteilung von Allgemeiner und Spezieller Soziologie sowie Empirischer Sozialforschung bedienen, bietet das Programm Titel aus der Forschungsrichtung Gender Studies. Schwerpunkte im Bereich Erziehungswissenschaft liegen auf Hochbegabung sowie Reform-, Sozial- und Religionspädagogik. Im LIT Verlag erscheinen z. B. zwei Schriftenreihen des Internationalen Centrums für Begabungsforschung (ICBF). Im Zentrum des Verlagsprogramms in den Sprach- und Literaturwissenschaften stehen Germanistik, Anglistik, Romanistik und Ägyptologie.
In der Medien- und Kommunikationswissenschaft liegt ein Akzent auf der Populärkulturforschung. Sie schließt u. a. den Zweig der Game Studies ein. Die Fachgebiete Musikwissenschaft/Kunst umfassen Beiträge zur Epochengeschichte und zu den gegenwärtigen Strömungen. Zu den Sportwissenschaften erscheint das Jahrbuch der Deutschen Gesellschaft für Geschichte der Sportwissenschaft.
Das Theologie-Programm reicht von Religionsphilosophie und Systematischer Theologie über Biblische, Historische und Praktische Theologe bis zu interkultureller Theologie, Ethik und Religionswissenschaft. Herausgeber sind in diesem Bereich u. a. der Münsteraner Theologe Johann Baptist Metz und der ehemalige EKD-Ratsvorsitzende Heinrich Bedford-Strohm. Mit Veröffentlichungen zur Medizingeschichte, Pflegewissenschaft, Bioethik, zum Gesundheitsmanagement und zum Teil auch zu den klinischen Fächern ist der Verlag auf dem Gebiet der Medizin vertreten.